# Випаровування

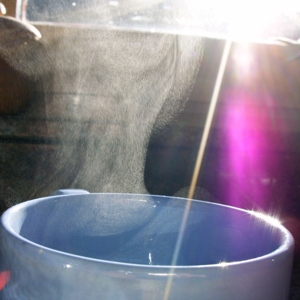
Конденсація водяної пари в повітрі над чашкою гарячої води

Випаро́вування — процес переходу рідини в газоподібний стан, відбувається при будь-якій температурі (на відміну від кипіння, що відбувається при певній температурі).

## Загальний опис
Рідина, залишена в блюдці, повністю випарується, тому що в будь-який час у ній є молекули, досить швидкі (з достатньою кінетичною енергією), щоб перебороти міжмолекулярні сили притягання на поверхні рідини і покинути її. Температура рідини, що випаровується, повинна знижуватися, тому що молекули, що її покидають, забирають кінетичну енергію. Швидкість випаровування зростає зі зростанням температури.
Випаровування супроводжується оберненим процесом — конденсацією пари. Якщо пара над поверхнею рідини насичена, то між процесами встановлюється динамічна рівновага, при якій кількість молекул, що покидає рідину в одинцю часу дорівнює кількості молекул, що повертаються в неї. Якщо пара над рідиною ненасичена, то випаровування продовжуватиметься доти, доки пара не стане насиченою, або до повного висихання рідини.
Випаровування супроводжується зниженням температури, оскільки з рідини вилітають молекули з енергією, яка перевищує середню. Кількісно калориметрія випаровування характеризується питомою теплотою випаровування.
Зростанню швидкості випаровування сприяє вітер. Він забирає молекули пари з-понад поверхні рідини, заважаючи встановленню динамічної рівноваги. Для швидкого випаровування рідини, і пов'язаного з ним висушування, використовують потоки теплого повітря. Прикладом може бути побутовий фен.
Швидкість випаровування визначається поверхневою щільністю потоку пари, проникаючої за одиницю часу в газову фазу з одиниці поверхні рідини. Найбільше значення поверхневої щільності потоку пари досягається у вакуумі. При наявності над рідиною відносно щільного газового середовища випаровування сповільнюється.
Випаровування відбувається не лише з поверхні рідини, але і з поверхні усіх твердих тіл. Цей процес називають узгін або сублімація. При сублімації, як і при випаровуванні, речовина охолоджується.

## Математичний опис
Найпростіша модель випаровування була створена Дальтоном. Згідно його рівнянню, кількість речовини, що випаровується з одиничної площини за одиницю часу дорівнює:
{\displaystyle \omega =\beta _{c}(C_{s}-C_{0})=\beta _{p}(P_{s}-P_{0})},
де {\displaystyle \omega } — молярна швидкість випаровування (моль/м²·с), {\displaystyle C_{s}} і {\displaystyle C_{0}} — концентрації пари на поверхні речовини і в оточуючому просторі, {\displaystyle P_{s}} і {\displaystyle P_{0}} — парціальний тиск пари на поверхні речовини і в оточуючому просторі, {\displaystyle \beta _{c}} і {\displaystyle \beta _{p}} — коефіцієнти пропорційності. Якщо рідина тільки почала випаровуватись, або ж сухе повітря постійно надходить, то {\displaystyle C_{0}=P_{0}=0}, і швидкість випаровування максимальна. Коефіцієнти {\displaystyle \beta } в свою чергу можуть бути виражені як:
{\displaystyle \beta _{c}={\frac {NuD_{c}}{x}},\beta _{p}={\frac {NuD_{p}}{x}}},
де {\displaystyle Nu} — число Нуссельта, {\displaystyle D_{p}} і {\displaystyle D_{c}} — коефіцієнт дифузії віднесений до градієнта тиску і концентрації відповідно, {\displaystyle x} — характерний розмір (наприклад, діаметр крапель).
Тиск {\displaystyle P_{s}} у найпростішій моделі дорівнює тиску насиченої пари за температури рідини. Його залежність від температури можна наближено описати експоненційним законом:
{\displaystyle P_{s}=Ae^{-{\frac {B}{t}}}}.
Така залежність порушується для високих температур (наближених до температури кипіння).
Більш точно швидкість випаровування може бути визначення за рівнянням Герца—Кнудсена:
{\displaystyle \omega =\alpha _{\nu }{\sqrt {2\pi MkT}}(P_{S}-P_{0})},
де M — молекулярна маса, а {\displaystyle \alpha } — коефіцієнт, що менший або дорівнює одиниці, який пов'язаний з ймовірністю молекули відбитися від поверхні рідини, коли вона падає на неї з повітря. Цей коефіцієнт сильно залежить від забруднення на поверхні рідини, і може мати порядок величини 10−4, якщо забруднення значне.
Рівняння було записане Герцем після досліджень, проведених у 1880-ті, і уточнене Кнудсеном у 1915. У 1913 році Ірвінг Ленгмюр показав, що це ж рівняння описує і випаровування з поверхні твердих тіл (сублімацію).

## Історія
Явище випаровування відоме з давніх часів. Ще Гесіод писав про те, що дощ утворюється з води, яка випаровується з річок. Пізніші автори правильно інтерпретували хмари як результат випаровування води з морів і вказували на Сонце як причину випаровування, а також звертали увагу, що вітер пришвидшує швидкість випаровування. Геракліт і Діоген Лаертський розрізняли виокремлювали випаровування з поверхні води і поверхні вологих тіл. Античні філософи часто пояснюючи фізичні процеси вдавалися до спіритуалістичних концепцій, наприклад, писали, що через випаровування утворюється душа усього світу. Також, було відомо, що при випаровуванні розчинена сіль лишається.
Найбільш впливовим античним філософом вважається Арістотель. У своїй праці "Метеорологія" (грец. Τα μετεωρολογικά) він розвинув теорію двох випаровувань Геракліта, і стверджував, що випаровування з поверхні моря і поверхні землі є принципово різними: перші є причиною дощу, а другі — причиною вітру. Такий дивний висновок пояснювався тим, що Арістотель не вважав, що вітер — це просто рух повітря. Він писав, що, як не називають річкою будь-яку воду, що рухається, так і вітром не є простий рух повітря. І у річки і у вітру має бути витік, і у випадку вітру таким витоком він вважав "дим", що утворюється при висиханні землі.
З іншого боку, Теофраст, послідовник Арістотеля, більш правильно оцінював зв'язок вітру, Сонця і випаровування. Так, він правильно припускав, що вітер пришвидшує випаровування, оскільки він прибирає пару, що вже утворилася, від води. Також він не підтримував погляди Арістотеля на особливе значення випаровування з землі, і писав, що "рух повітря — це вітер".
Римські автори, такі як Пліній і Лукрецій теж писали про природу випаровування і його зв'язок з погодою, проте в основному лише розробляли теорії грецьких філософів. Окрім пояснення погоди, грецькі і римські вчені зверталися до випаровування щоб пояснити ще одну проблему — чому моря не переповнюються, хоча ріки безперервно вливають в них воду.
Підтримувана авторитетом Арістотеля, теорія подвійного випаровування домінувала у європейській науці аж до початку Ренесансу. Одним з перших вчених, хто спробував її відкинути був Рене Декарт. У своїй праці "Метеори" (1637) він писав, що сонячне світло підіймає частинки води подібно до того як пил підіймається під час ходьби. При цьому, випаровування з поверхні вологих тіл він розглядав таким же чином, оскільки вважав, що тверді тіла стають вологими коли частинки води проникають між більшими частинками твердого тіла. Декарт також заперечував особливу природу вітру, і вважав ним звичайний рух повітря. Причину, з якої рідини випаровуються а тверді тіла — ні, він вбачав у більш гладенькій поверхні частинок води, через що їх легко відокремити одна від одної, тоді як частинки твердих тіл сильніше чіпляються одна за одну.
Перше експериментальне дослідженням випаровування було зроблене П'єром Перро. Холодної зими 1669-1670 року він виставив надвір 7 фунтів холодної води. Через 18 днів він зафіксував, що один фунт випарувався. Це не було першим спостереженням щодо того, що випаровування може відбуватися і на холоді, але було першим експериментальним вимірюванням інтенсивності цього процесу. Також Перро досліджував випаровування інших рідин крім води, наприклад, олії. Іншим фізиком, що досліджував випаровування був Едмонд Галлей. Він заміряв швидкість, з якою вода випаровується з тонких трубочок. Його результати (0,1 дюйма за 12 годин) дозволили йому стверджувати, що саме ця вода утворює дощі, росу тощо. Гіпотези Галлея щодо механізму випаровування відрізнялися від гіпотез Декарта. Так, він писав, що якщо атоми води збільшаться у діаметрі у 10 разів, їх густина стане меншою, ніж густина повітря, і вони почнуть "спливати". Також ,він порівнював процеси випаровування води у повітря з процесом розчинення солі у воді. Галлей писав, що спільна дія Сонця і вітру є причиною випаровування.
Підходи Галлея і Декарта породили два популярних підхода до пояснення випаровування. Згідно одного, вода "розчинялася" у повітрі (що означало, що за відсутності повітря випаровування не буде відбуватися), а згідно іншого, частинки води просто відриваються від основної маси.
Французький математик Седілю, багато зробив для експериментального дослідження випаровування, оскільки йому були необхідні ці дані для вирішення інженерної задачі — обчислення, як швидко буде випаровуватися вода з фонтанів Версалю. Він ставив експерименти протягом 3 років, з 1688 по 1690-й рік. За його вимірами, за рік у тій місцевості випаровувалося близько 88 сантиметрів води, і лише близько двох третин з цієї кількості поверталося у вигляді опадів. Також він зазначив, що вода випаровувалася з широкої ємності швидше, ніж з вузької (Седілю використовував кілька мідних ємностей для досліду).
У 1744 році Дезаґульє припустив, що випаровування має електростатичну природу (частинки рідини відштовхуються від основної маси, бо мають однаковий заряд), проте експерименти не продемонстрували сильного впливу електрики .
У другій половині 18 століття було показано, що випаровування у вакуумі відбувається повільніше ніж у повітрі, а також, що вологість повітря зменшує інтенсивність випаровування, що підвищило популярність теорії розчинення.
У 1757 році Франклін описав охолоджуючий ефект випаровування (він зазначив, що змочений спиртом термометр показував температуру, на 6 градусів нижчу ніж сухий).
У 1802 році Джон Дальтон першим записав рівняння, що дозволяло обчислити кількість води, що випаровується з поверхні за деякий час.
У 1862 році Томас Тейт сконструював прилад "евапораметр" (грец. evaporameter) для вимірювання швидкості випаровування, і показав, що вона є пропорційною до швидкості вітру над водою. Пізніше Йохан Віленманн скоректував рівняння Дальтона, врахувавши той факт, що температура води є нижчою за температуру оточуючого повітря через те, що випаровування охолоджує її.
Ще більш точні рівняння були записані після серії високопрецизійних експериментів Стефана (1873), Герца (1882) і Кнудсена (1915), та завдяки відкриттю закону Стефана — Больцмана.

## Сумарне випаровування
Сумарне випаровування — випаровування з земної поверхні, включає транспірацію рослин. Останнім часом для сумарного випаровування почали вживати термін «евапотранспірація». Евапотранспірація виражається в мм водяного стовпа і корелює з біопродуктивністю екосистем. Евапотранспірація потенційна — кількість води, яке могло б виділитися шляхом евапотранспірації при певному режимі температури і вологості при надрясній кількості води. Евапотранспірація фактична — маса води, яка в даному місці повертається рослинами в атмосферу. Розглядається як величина, протилежна кількості опадів (як правило, нижче потенційної евапотранспірації). Евапотранспірація фактична в будь-якій точці Земної кулі визначається температурою.
Розрізняють ще одну характеристику випаровування — випарність. Під випарністю розуміють потенційно можливе (не обмежене запасами води) випаровування в даній місцевості при існуючих атмосферних умовах.

## Швидкість випаровування води
| \| Температура води \| Спокійне повітря \| Середній рух повітря \| Сильний відбір повітря \| \| ---------------- \| ---------------- \| -------------------- \| ---------------------- \| \| 15 \| 0,425 \| 0,546 \| 0,670 \| \| 30 \| 1,056 \| 1,365 \| 1,664 \| \| 50 \| 3,081 \| 3,955 \| 4,853 \| \| 75 \| 9,666 \| 12,405 \| 15,597 \| \| 100 \| 25,463 \| 32,077 \| 40,105 \| |                  |                      |                        |
| Температура води | Спокійне повітря | Середній рух повітря | Сильний відбір повітря |
| 15 | 0,425            | 0,546                | 0,670                  |
| 30 | 1,056            | 1,365                | 1,664                  |
| 50 | 3,081            | 3,955                | 4,853                  |
| 75 | 9,666            | 12,405               | 15,597                 |
| 100 | 25,463           | 32,077               | 40,105                 |

Випаровуваність (випаровність), (рос. испаряемость; англ. (e)vaporability, volatility; нім. Verdampfungsfähigkeit f) — потенційно можливе випаровування з поверхні рідини за даних умов.